# Lelești, Bihor
Lelești (maghiară Lelesd) este un sat în comuna Buntești din județul Bihor, Crișana, România.

Prima atestare documentară 1588 sub numele de Lelesti. 

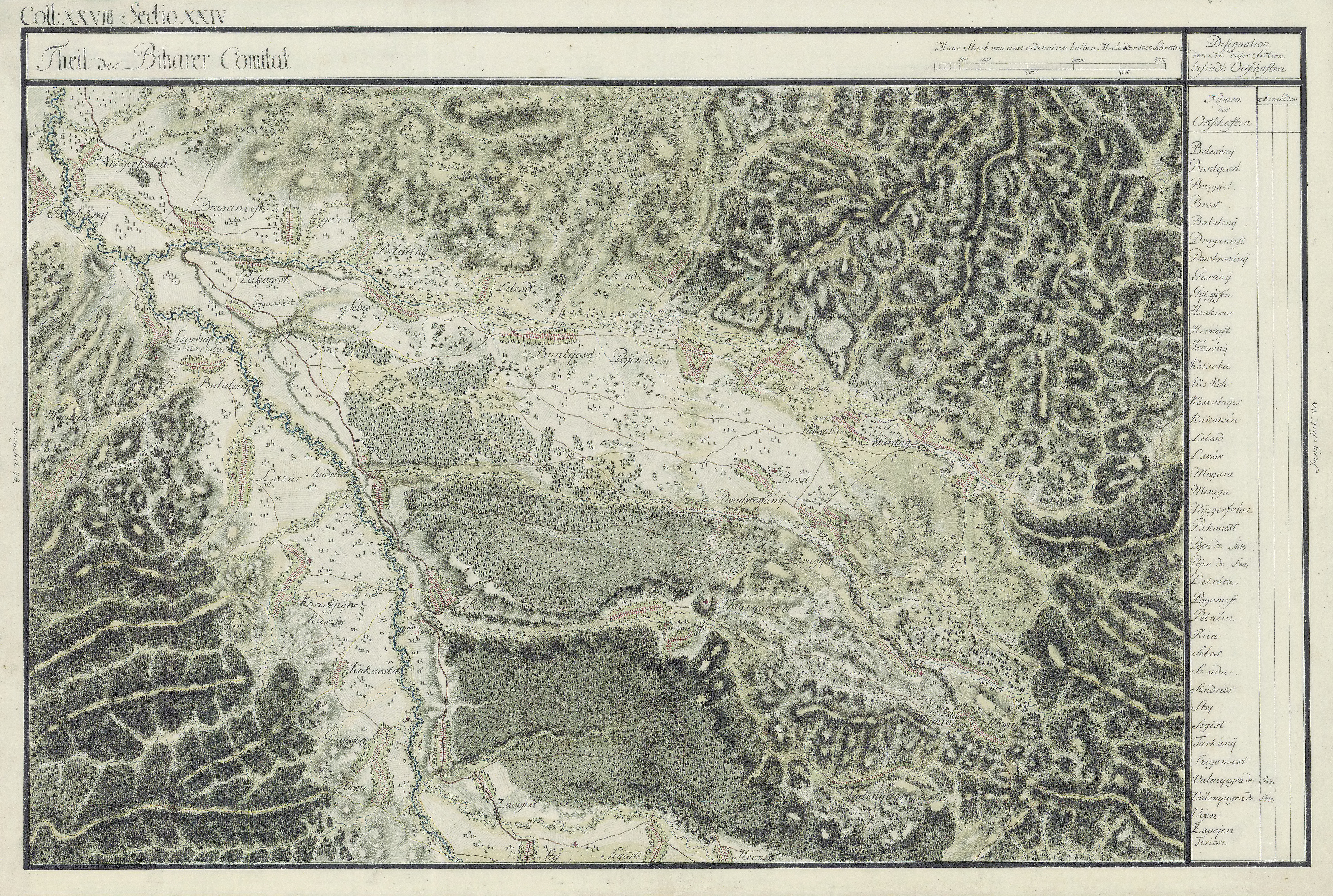
Lelești în Harta Iosefină a Comitatului Bihor, 1782-85

 Acest articol despre o localitate din județul Bihor este deocamdată un ciot. Puteți ajuta Wikipedia prin completarea lui.